# THE LIVE!!! 2010 〜ドリ×ポカリと生ラブセン〜
『THE LIVE!!! 2010 〜ドリ×ポカリと生ラブセン〜』（ザライブ にせんじゅう ドリポカリとなまラブセン）は、DREAMS COME TRUEのライブビデオ。2011年6月29日発売。

## 解説
- DREAMS COME TRUEのライブツアー「POCARI SWEAT 30th SPECIAL LIVE ドリ×ポカリ 〜 イキイキ！ 〜」と、DREAMS COME TRUE主催のライブイベント「WINTER FANTASIA 2010 〜DCTgarden "THE LIVE!!!"」のDREAMS COME TRUE出演部分のライブ映像を収録した映像作品。
- DVDとBlu-ray Discの二形態で同時発売。どちらも2枚組となっている
- 「POCARI SWEAT 30th SPECIAL LIVE ドリ×ポカリ 〜 イキイキ！ 〜」は、元々商品化する予定のなかった資料用の映像である。そのため、MCなどもほぼノーカットで収録している。なので、どうやって忘れよう？で、吉田美和がダンスの振り付けとイントロをミスして、最初だけもう一度やり直すシーンなどもそのまま収録されている。
- 「WINTER FANTASIA 2010 〜DCTgarden "THE LIVE!!!"」は、WOWOW放送用に収録された映像である。
- 特典映像として、DREAMS COME TRUE以外のアーティストが演奏した映像がそれぞれ収録されている。
- ベストアルバム「THE SOUL FOR THE PEOPLE 〜東日本大震災支援ベストアルバム〜」と同時発売。

## 収録曲

### Disc 1 「POCARI SWEAT 30th SPECIAL LIVE ドリ×ポカリ 〜 イキイキ！ 〜」
1. よろこびのうた
2. たかが恋や愛
3. DA DIDDLY DEET DEE
4. 花曇りの日曜日
5. どうやって忘れよう？
6. 哀愁のGIジョー
7. 週に1度の恋人
8. 雨の終わる場所
9. 未来を旅するハーモニー　～DCT VERSION～
10. 今日この佳き日
11. go on, baby!
12. PEACE!
13. flowers
14. UNPRETTY DAY!
15. 行きたいのは MOUNTAIN MOUNTAIN
16. スキスキスー♡
17. 生きてゆくのです♡
18. ねぇ
19. うれしい！たのしい！大好き！

### Disc 2 「WINTER FANTASIA 2010 〜DCTgarden "THE LIVE!!!"」
1. LOVE CENTRAL
2. その先へ
3. LIES, LIES.
4. ANOTHER JUNK IN MY TRUNK
5. POISON CENTRAL
6. FALL IN LOVE AGAIN
7. ねぇ
8. せつなくなぃ?
9. 生きてゆくのです♡
10. GODSPEED!
11. 風切って行こう!
12. MY DARLIN' DOGGYS♪
13. THE ONE

#### 特典映像
- マボロシ / 中澤信栄 （「POCARI SWEAT 30th SPECIAL LIVE ドリ×ポカリ 〜 イキイキ！ 〜」より）
- GOOD BYE MY SCHOOL DAYS / FUZZY CONTROL （「POCARI SWEAT 30th SPECIAL LIVE ドリ×ポカリ 〜 イキイキ！ 〜」より）
- エレノア・リグビー / David T. Walker （「WINTER FANTASIA 2010 〜DCTgarden "THE LIVE!!!"」より）
- 「WINTER FANTASIA 2010 〜DCTgarden "THE LIVE!!!"」 ダイジェスト（LOVE・Who the Bitch・中澤信栄・FUZZY CONTROL）